# フリオ・ロドリゲス (外野手)
フリオ・ヤーネル・ロドリゲス（Julio Yarnel Rodríguez, 2000年12月29日 - ）は、ドミニカ共和国ダハボン州ロマ・デ・カブレラ出身のプロ野球選手（外野手）。右投右打。MLBのシアトル・マリナーズ所属。愛称はJ-Rod（ジェイ・ロッド）。

## 経歴

### 生い立ち
両親はフリオ・ロドリゲスが生まれる前から野球で成功すると信じ、母親は妊娠7ヶ月の時にバットを買い与え、2歳の頃にはフルスイングをしたという。6歳の時、ダハボン州ロマ・デ・カブレラ周辺のユースリーグで野球を始め、13歳で父親が経営する会社のソフトボールチームに所属した。父親はフリオと週6日間のトレーニングを行うと同時に学業にも力を入れたという。MLB各球団が興味を持ち始めると、両親はチームと綿密な面接を行い、英語を含め最も教育に熱心だったシアトル・マリナーズを選択した（現在、フリオは英語とスペイン語のバイリンガルである）。

### プロ入りとマリナーズ時代
2017年7月2日にアマチュア・フリーエージェントでシアトル・マリナーズと契約してプロ入り。
2018年に傘下のルーキー級ドミニカン・サマーリーグ・マリナーズでプロデビューし、59試合に出場して打率.315、5本塁打、36打点の成績を記録した。
2019年はA級ウェストバージニア・パワーで開幕を迎えた。8月15日にA+級モデスト・ナッツに昇格した。2チーム合計で84試合に出場して打率.326、12本塁打、69打点を記録した。
2020年はCOVID-19の影響でマイナーリーグのシーズン全試合が中止となり、公式戦への出場はなかった。
2021年はメジャーのスプリングトレーニングに招待選手として参加した。シーズンではA+級エバレット・アクアソックスで開幕を迎えた。6月29日にAA級アーカンソー・トラベラーズに昇格した。7月にはオールスター・フューチャーズゲームに選出された。8月に開催された東京オリンピックのドミニカ共和国代表に選出され、同大会でドミニカ共和国は銅メダルを獲得した。オフの11月18日にメジャー契約を結び、40人枠に登録された。
2022年は、4月8日にミネソタ・ツインズとのシーズン開幕戦にて「7番・中堅手」で先発出場しメジャーデビュー。そのままレギュラーとなり、5月には打率.309、6本塁打、17打点、5盗塁を記録してルーキー・オブ・ザ・マンスを受賞。続く6月も打率.280、7本塁打、16打点、5盗塁という成績を残し、マリナーズでは2001年のイチロー以来となる2カ月連続でルーキー・オブ・ザ・マンスを受賞した。オールスターゲームに初選出されると、オールスターゲームに先立ち7月19日に開催された本塁打競争へと出場。第1ラウンドで32本塁打を記録しコーリー・シーガーに、第2ラウンドで31本塁打を記録しピート・アロンソに勝利。迎えた決勝で18本塁打を記録するもフアン・ソトが19本塁打を記録し準優勝となる。全ラウンドの合計81本塁打は、2019年にブラディミール・ゲレーロ・ジュニアが記録した合計91本塁打に次ぐ歴代2位の記録となった。8月26日、マリナーズと契約金を含む8年1億2000万ドル、最大18年4億7000万ドルとなる契約で延長したことを発表（契約の詳細については別項に記載する）。9月14日、サンディエゴ・パドレス戦の5回にシーズン25個目の盗塁を決め、初回に放った26本目の本塁打と合わせて「25本塁打・25盗塁」を達成。これはデビュー1年目の選手としてMLB史上初の記録であり、ルーキーとしてMLB史上3人目、またキャリア出場125試合での達成はマイク・トラウトの128試合を上回りMLB史上最速記録である。
オフの11月14日、マリナーズ史上5人目のア・リーグ新人王を受賞（中堅手ではチームメイトだったカイル・ルイス以来2年ぶり8人目、ア・リーグでドミニカ共和国出身の選手が受賞するのは2010年のネフタリ・フェリス以来4人目）、また同年3月に合意された統一労使協約の特別ボーナス制度により、同じく中堅手でナ・リーグ新人王を受賞したマイケル・ハリス2世と共に75万ドルのボーナスを獲得した（両リーグの中堅手が揃って新人王を受賞するのは2012年のブライス・ハーパーとマイク・トラウト以来2組目）。さらに11月17日、ア・リーグ最優秀選手賞（MVP）の投票結果が発表され第7位に選出された。12月5日には自身初となるセカンドチームの外野手の1人としてオールMLBチームに選出された。
2023年シーズン開幕前の2月9日に第5回ワールド・ベースボール・クラシック（WBC）のドミニカ共和国代表に選出された。
シーズンでは6月23日に本拠地のシアトルでの開催とあり、2年連続で本塁打競争に参加する意思を表明した。同年の本塁打競争で参加を表明したのはロドリゲスが初だった。7月4日に故障で辞退したヨルダン・アルバレスの代替選手として、2年連続でオールスターゲームに選出された。9月11日、対エンゼルス戦で延長10回に30号2ランを放ち、球団史上2人目となる「30-30」（30本塁打&30盗塁）を達成。「30-30」を22歳以下で達成したのは、A・ロドリゲス、トラウト、アクーニャに続き史上4人目。この年は155試合に出場して、打率.275、32本塁打、103打点、37盗塁、OPS.818と本塁打・打点・盗塁では前年を上回る成績を記録し、2年連続となるシルバースラッガー賞に選出された。
2024年は7月に右足首の捻挫したため故障者リストに入り、数週間欠場した。9月25日ヒューストン・アストロズ戦で9回裏に2点本塁打を放ち、3年連続となる20本塁打・20盗塁を達成した。この年は143試合に出場して、打率.273、20本塁打、68打点、24盗塁、OPS.734を記録した。

## 選手としての特徴
現役有数の5ツールプレイヤー。
J.D.マルティネスを参考にしたスイングが特徴。卓越した打撃センスに加え、広角に打ち分けるパワーで長打を量産する。守備面では、強肩ゆえに右翼手が向いていると評される。19歳まで特別な訓練もなく平均的な走力と評価されていたが、元フットボール選手でトレーニング施設を経営するヨー・マーフィーのコーチングにより、短いステップで足が宙に浮いてしまう自己流の走りを矯正、体を正しい角度に保ち地面へとより強い力を伝え加速する走法を習得し潜在能力が開花。2022年シーズン、スタットキャストのスプリントスピードにおいてMLB上位2%に到達した。またイチローが「努力だけでは得られないものが備わっている」と称賛する愛弟子として知られている。

## 契約延長の詳細
2022年8月26日、球団側が契約延長へ至ったことを発表。その内訳は、MLB史上例のない構造であった。
1. 基本契約は2029年までの7年総額1億1930万ドル（契約金1530万ドルを含む）。
2. 球団側は2028年シーズン終了後、下記の「クラブオプション」を行使して契約延長、もしくは破棄のいずれかを選択。
3. 肝心の「クラブオプション」は、2022年 - 2028年シーズンにおけるMVP投票で左右され、契約期間および金額が変動する。
  - 8年総額2億ドル：基本となる延長契約
  - 8年総額2億4000万ドル：MVP投票による得票でトップ10を2回
  - 8年総額2億6000万ドル：MVP投票による得票でトップ10を4回
  - 8年総額2億8000万ドル：MVP獲得1回とトップ5を1回、もしくはトップ5を3回
  - 10年総額3億5000万ドル：MVP獲得2回、もしくはトップ5を4回
4. 球団側が「クラブオプション」を行使しなかった場合、ロドリゲス側は2029年シーズン後に下記の「プレイヤーオプション」を行使し、契約延長を結ぶことが可能。
  - 5年総額9000万〜1億2500万ドル（MVP受賞、シルバースラッガー賞受賞、オールスター選出の回数によって変動）
5. ロドリゲス側が「プレイヤーオプション」を行使しなかった場合、下記の選択肢もまだ残っている。
  - 7年総額1億6800万ドルの「相互オプション」
  - 29歳の誕生日前、FA宣言をする

以上の結果、最低でも「プレイヤーオプション」の12年総額2億930万ドルが保証されている。球団側が「クラブオプション」を行使した場合、最大17年総額4億6930万ドルに達する。

## 詳細情報

### 年度別打撃成績
| 年 度    | 球 団    | 試 合 | 打 席 | 打 数 | 得 点 | 安 打 | 二 塁 打 | 三 塁 打 | 本 塁 打 | 塁 打 | 打 点 | 盗 塁 | 盗 塁 死 | 犠 打 | 犠 飛 | 四 球 | 敬 遠 | 死 球 | 三 振 | 併 殺 打 | 打 率 | 出 塁 率 | 長 打 率 | O P S |
| -------- | -------- | ----- | ----- | ----- | ----- | ----- | -------- | -------- | -------- | ----- | ----- | ----- | -------- | ----- | ----- | ----- | ----- | ----- | ----- | -------- | ----- | -------- | -------- | ----- |
| 2022     | SEA      | 132   | 560   | 511   | 84    | 145   | 25       | 3        | 28       | 260   | 75    | 25    | 7        | 0     | 1     | 40    | 4     | 8     | 145   | 7        | .284  | .345     | .509     | .853  |
| 2023     | SEA      | 155   | 714   | 654   | 102   | 180   | 37       | 2        | 32       | 317   | 103   | 37    | 10       | 0     | 2     | 47    | 6     | 11    | 175   | 14       | .275  | .333     | .485     | .818  |
| 2024     | SEA      | 143   | 613   | 567   | 76    | 155   | 17       | 0        | 20       | 232   | 68    | 24    | 5        | 0     | 2     | 38    | 1     | 6     | 156   | 10       | .273  | .325     | .409     | .734  |
| MLB：3年 | MLB：3年 | 430   | 1887  | 1732  | 262   | 480   | 79       | 5        | 80       | 809   | 246   | 86    | 22       | 0     | 5     | 125   | 11    | 25    | 476   | 31       | .277  | .334     | .467     | .801  |

- 2024年度シーズン終了時

### オリンピックでの打撃成績
| 年 度 | 代 表          | 試 合 | 打 席 | 打 数 | 得 点 | 安 打 | 二 塁 打 | 三 塁 打 | 本 塁 打 | 塁 打 | 打 点 | 盗 塁 | 盗 塁 死 | 犠 打 | 犠 飛 | 四 球 | 敬 遠 | 死 球 | 三 振 | 併 殺 打 | 打 率 | 出 塁 率 | 長 打 率 |
| ----- | -------------- | ----- | ----- | ----- | ----- | ----- | -------- | -------- | -------- | ----- | ----- | ----- | -------- | ----- | ----- | ----- | ----- | ----- | ----- | -------- | ----- | -------- | -------- |
| 2021  | ドミニカ共和国 | 6     | 26    | 24    | 3     | 10    | 2        | 0        | 1        | 15    | 4     | 1     | 0        | 0     | 1     | 1     | 0     | 1     | 6     | 0        | .417  | .444     | .625     |

### WBCでの打撃成績
| 年 度 | 代 表          | 試 合 | 打 席 | 打 数 | 得 点 | 安 打 | 二 塁 打 | 三 塁 打 | 本 塁 打 | 塁 打 | 打 点 | 盗 塁 | 盗 塁 死 | 犠 飛 | 四 球 | 敬 遠 | 死 球 | 三 振 | 併 殺 打 | 打 率 | 出 塁 率 | 長 打 率 |
| ----- | -------------- | ----- | ----- | ----- | ----- | ----- | -------- | -------- | -------- | ----- | ----- | ----- | -------- | ----- | ----- | ----- | ----- | ----- | -------- | ----- | -------- | -------- |
| 2023  | ドミニカ共和国 | 4     | 19    | 18    | 2     | 5     | 1        | 0        | 0        | 6     | 3     | 0     | 0        | 0     | 1     | 0     | 0     | 9     | 0        | .278  | .316     | .333     |

### 年度別守備成績
| 年 度 | 球 団 | 中堅（CF） | 中堅（CF） | 中堅（CF） | 中堅（CF） | 中堅（CF） | 中堅（CF） |
| 年 度 | 球 団 | 試 合      | 刺 殺      | 補 殺      | 失 策      | 併 殺      | 守 備 率   |
| ----- | ----- | ---------- | ---------- | ---------- | ---------- | ---------- | ---------- |
| 2022  | SEA   | 130        | 357        | 3          | 6          | 0          | .984       |
| 2023  | SEA   | 152        | 355        | 3          | 2          | 2          | .994       |
| 2024  | SEA   | 131        | 334        | 4          | 5          | 1          | .985       |
| MLB   | MLB   | 413        | 1046       | 10         | 13         | 3          | .988       |

- 2024年度シーズン終了時
- 各年度の太字はリーグ最高

### 表彰
- 新人王（2022年）
- シルバースラッガー賞（外野手部門）：2回（2022年、2023年）
- プレイヤーズ・チョイス・アワーズ：最優秀新人（2022年）
- ルーキー・オブ・ザ・マンス：2回（2022年5月・6月）
- プレイヤー・オブ・ザ・ウィーク：1回（2022年6月27日 - 7月3日）
- オールMLBチーム[40]
  - セカンドチーム外野手：1回（2022年）

### 記録
MiLB
- オールスター・フューチャーズゲーム選出：1回（2021年）

MLB
- MLBオールスターゲーム選出：3回（2022年、2023年、2025年）
- シーズン25本塁打&25盗塁：2回（2022年、2023年）※デビューイヤーでの達成はMLB史上初[41]
- シーズン30本塁打&30盗塁：1回（2023年）※シアトル・マリナーズ球団史上2人目[42]
- 4試合連続4安打以上（2023年8月16日 - 19日）※MLB史上初 [43]
- 4試合17安打（同上）※1925年のミルト・ストックの16安打を超える、MLB史上最多 [44]

### 背番号
- 44（2022年 - ）

### 代表歴
- 2020年東京オリンピックアメリカ大陸予選野球ドミニカ共和国代表
- 2020年東京オリンピック世界最終予選野球ドミニカ共和国代表
- 2020年東京オリンピック野球ドミニカ共和国代表
- 2023 ワールド・ベースボール・クラシック・ドミニカ共和国代表